# 李导数
在微分幾何中，李导数（Lie derivative）是一個以索甫斯·李命名的算子，作用在流形上的張量場，向量場或函数，將該張量沿著某個向量場的流做方向導數。因為該作用在座標變換下保持不變，因此，該李導數在一般的流形上都是定義良好的。
所有李导数组成的向量空间对应于如下的李括号构成一个无限维李代数。
{\displaystyle [A,B]{\overset {def}{=}}{\mathcal {L}}_{A}B-{\mathcal {L}}_{B}A}
李导数用向量场表示，这些向量场可看作M上的流（flow, 也就是时变微分同胚）的无穷小生成元。从另一角度看，M上的微分同胚组成的群，有其对应的李导数的李代数结构，在某种意义上和李群理论直接相关。

## 定义
李导数有几种等价的定义。在本节，为简便起见，我们用标量场和向量场的李导数的定义开始。李导数也可定义在一般的张量上，如后面的章节所述。
李导数的定义可以从函数的微分开始。这样，给定一个函数{\displaystyle f:M\rightarrow \mathbb {R} }和一个M上的向量场X , f在点{\displaystyle p\in M}的李导数定义为
{\displaystyle {\mathcal {L}}_{X}f(p)=df(p)\,[X(p)]}
其中{\displaystyle df}是f的微分。也就是，{\displaystyle df:M\rightarrow T^{*}M}是由下式给出的[1-形式]
{\displaystyle df={\frac {\partial f}{\partial x^{a}}}dx^{a}}.
这里，{\displaystyle dx^{a}}是余切丛{\displaystyle T^{*}M}的基向量。这样，记号{\displaystyle df(p)\,[X(p)]}表示取f（在M中的点p）的微分和向量场X（在点p）的内积。
或者，可以先表明M上的光滑向量场X定义了一个M上的单参数曲线族。也就是，可以表明存在曲线{\displaystyle \gamma (t)}在M上使得
{\displaystyle {\frac {d\gamma }{dt}}(t)=X(\gamma (t))}
其中{\displaystyle p=\gamma (0)}对于所有M中的点p成立。这个一阶常微分方程的解的存在性由皮卡-林德洛夫定理给出（更一般的，这种曲线的存在性是弗罗贝尼乌斯定理给出）。然后可以定义李导数为
{\displaystyle {\mathcal {L}}_{X}f(p)={\frac {d}{dt}}f(\gamma (t))\vert _{t=0}}.
第三个可能的定义可以通过先定义一对向量场的李括号给出。首先注意到切空间的基向量可以写为{\displaystyle {\frac {\partial }{\partial x^{a}}}}，所以一个向量场，用一组选定的基向量可以表示为
{\displaystyle X=X^{a}{\frac {\partial }{\partial x^{a}}}}
定义李括号{\displaystyle [X,Y]}为
{\displaystyle [X,Y]=X^{a}{\frac {\partial Y^{b}}{\partial x^{a}}}{\frac {\partial }{\partial x^{b}}}-Y^{a}{\frac {\partial X^{b}}{\partial x^{a}}}{\frac {\partial }{\partial x^{b}}}}
然后定义向量场Y的李导数等于X和Y的李括号，也就是，
{\displaystyle {\mathcal {L}}_{X}Y=[X,Y]}.
根据上面任选的一个定义，其他的定义可被证明为其等价形式。
例如，可以证明，对于一个可微函数f，
{\displaystyle {\mathcal {L}}_{X}(f)=df(X)=X(f)}
并且
{\displaystyle [X,Y]f=X(Y(f))-Y(X(f))}.
我们用在1-形式{\displaystyle \omega =\omega _{a}dx^{a}}上的李导数的定义来结束本节：
{\displaystyle {\mathcal {L}}_{X}\omega =\left({\frac {\partial \omega _{b}}{\partial x^{a}}}X^{a}+{\frac {\partial X^{a}}{\partial x^{b}}}\omega _{a}\right)dx^{b}}.

## 性质
李导数有一些属性。令{\displaystyle {\mathcal {F}}(M)}为流形M上的函数组成的代数。则
{\displaystyle {\mathcal {L}}_{X}:{\mathcal {F}}(M)\rightarrow {\mathcal {F}}(M)}
是一个在代数{\displaystyle {\mathcal {F}}(M)}上的导数。也就是，
{\displaystyle {\mathcal {L}}_{X}}是R-线性的，并且
{\displaystyle {\mathcal {L}}_{X}(fg)=({\mathcal {L}}_{X}f)g+f{\mathcal {L}}_{X}g}.
类似的，它是{\displaystyle {\mathcal {F}}(M)\times {\mathcal {X}}(M)}上的一个导数，其中{\displaystyle {\mathcal {X}}(M)}是M上的向量场的集合：
{\displaystyle {\mathcal {L}}_{X}(fY)=({\mathcal {L}}_{X}f)Y+f{\mathcal {L}}_{X}Y}
也可写为等价形式
{\displaystyle {\mathcal {L}}_{X}(f\otimes Y)=({\mathcal {L}}_{X}f)\otimes Y+f\otimes {\mathcal {L}}_{X}Y}
其中张量积符号{\displaystyle \otimes }用于强调函数和向量场的积在整个流形上取。
另外的性质和李括号的一致。所以，例如，作为向量场的导数，
{\displaystyle {\mathcal {L}}_{X}[Y,Z]=[{\mathcal {L}}_{X}Y,Z]+[Y,{\mathcal {L}}_{X}Z]}
容易发现上面就是雅可比恒等式。这样，就可以得到“装备了李括号的M上的向量空间是李代数”的重要结果。

## 和外导数的关系、微分形式的李导数
李导数和外导数密切相关，因此和埃里·嘉当的微分流形理论相关。
两个都试图给出导数的思想，其差别几乎只是记号上的。这个区别可以通过引入反导数或等效的内积来消除。
这之后，两者的关系就体现在一组恒等式上。
令M为一个流形，X为M上一个向量场。令{\displaystyle \omega \in \Lambda ^{k+1}(M)}为一k+1-形式。
X和ω的内积为
{\displaystyle i_{X}\omega (X_{1},\ldots ,X_{k})=\omega (X,X_{1},\ldots ,X_{k})}
注意
{\displaystyle i_{X}:\Lambda ^{k+1}(M)\rightarrow \Lambda ^{k}(M)}
以及{\displaystyle i_{X}}是{\displaystyle \wedge }-反导数。也就是，{\displaystyle i_{X}}是R-线性的，并且
{\displaystyle i_{X}(\omega \wedge \eta )=(i_{X}\omega )\wedge \eta +(-1)^{k}\omega \wedge (i_{X}\eta )}
对于{\displaystyle \omega \in \Lambda ^{k}(M)}和另一个微分形式η成立。另外，对于一个函数{\displaystyle f\in \Lambda ^{0}(M)}，那是一个实或复值
的M上的函数，有
{\displaystyle i_{fX}\omega =fi_{X}\omega }
外导数和李导数的关系可以总结为以下这些。对于一般函数f，李导数就是外导数和向量场的内积：
{\displaystyle {\mathcal {L}}_{X}f=i_{X}df}
对于一般的微分流形，李导数类似于内积，加上X的变化：
{\displaystyle {\mathcal {L}}_{X}\omega =i_{X}d\omega +d(i_{X}\omega )}.
当ω为1-形式，上述恒等式经常写作
{\displaystyle d\omega (X,Y)=X(\omega (Y))-Y(\omega (X))-\omega ([X,Y]).}
导数的乘积是可分配的
{\displaystyle {\mathcal {L}}_{fX}\omega =f{\mathcal {L}}_{X}\omega +df\wedge i_{X}\omega }

## 张量场的李导数
在微分几何中，如果我们有一个{\displaystyle (p,q)}阶可微张量场（我们可以把它当作余切丛{\displaystyle T^{*}M}的光滑截面{\displaystyle \alpha ,\beta ,\ldots }和切丛{\displaystyle TM}的截面{\displaystyle X,Y,\ldots }的线性映射
{\displaystyle T(\alpha ,\beta ,\ldots ,X,Y,\ldots )}），使得对于任何函数
{\displaystyle f_{1},\ldots ,f_{p},f_{p+1},\ldots ,f_{p+q}}有
{\displaystyle T(f_{1}\alpha ,f_{2}\beta ,\ldots ,f_{p+1}X,f_{p+2}Y,\ldots )=f_{1}f_{2}\cdots f_{p+1}f_{p+2}\cdots f_{p+q}T(\alpha ,\beta ,\ldots ,X,Y,\ldots )}),
而且如果进一步有一个可微向量场（也就是切丛的一个光滑截面）{\displaystyle A}，则线性映射
{\displaystyle ({\mathcal {L}}_{A}T)(\alpha ,\beta ,\ldots ,X,Y,\ldots )\equiv \nabla _{A}T(\alpha ,\beta ,\ldots ,X,Y,\ldots )-\nabla _{T(\cdot ,\beta ,\ldots ,X,Y,\ldots )}\alpha (A)-\ldots +T(\alpha ,\beta ,\ldots ,\nabla _{X}A,Y,\ldots )+\ldots }
独立于联络∇；只要它是无挠率的，事实上，这个映射是一个张量。这个张量称为{\displaystyle T}关于{\displaystyle A}的李导数。
换句话说，如果你有一个张量场{\displaystyle T}和一个由向量场{\displaystyle U}给出的微分同胚的无穷小生成元，则{\displaystyle {\mathcal {L}}_{U}T}就是{\displaystyle T}在这个无穷小微分同胚下的无穷小变化。
或者，给定向向量场{\displaystyle U}，令ψ为{\displaystyle U}的积分曲线族，向上面那样。注意ψ是一个局部单参数局部微分同胚群。令{\displaystyle \psi ^{*}}为由ψ诱导的拉回（pullback）。则张量{\displaystyle T}在{\displaystyle p}点的李导数如下
{\displaystyle {\mathcal {L}}_{U}T={\frac {d}{dt}}\left(\psi _{t}^{*}T\right)\vert _{\psi (t)=p}}.